# Серябкина, Ольга Юрьевна
Ольга Юрьевна Серябкина (также SERYABKINA; род. 12 апреля 1985[…], Москва), также была известна под сценическим псевдонимом Molly, — российская певица, автор песен, поэтесса, актриса и телеведущая.
Являлась единственной бессменной солисткой группы SEREBRO с 2006 по 2019 годы. Автор большинства текстов песен коллектива, включая главные хиты «Мама Люба», «Mimimi», «Мало тебя», «Я тебя не отдам», «Перепутала» и многие другие.
В 2014 году под псевдонимом Holy Molly появилась на сингле «Kill Me All Night Along» DJ M.E.G. в качестве приглашённого исполнителя, а в 2015 под тем же псевдонимом выпустила дебютный одноимённый сольный сингл. Сократив псевдоним до Molly, Серябкина продолжила выпускать синглы. В феврале 2019 покинула Serebro, а в апреле того же года выпустила дебютный студийный альбом «Косатка в небе».
В 2017 году опубликовала первый стихотворный сборник «Тысяча „М“».
С 2020 года закончила сотрудничество с лейблом «MALFA».
22 апреля 2022 состоялся релиз альбома «Синий цвет твоей любви», в который вошли десять композиций, за несколько часов после релиза альбом занял первое место в топ-чарте России iTunes.
В начале 2025 года решила взять псевдоним «SERYABKINA» и продолжать выпускать музыку, а также продукцию под этим брендом.

## Биография
Родилась 12 апреля 1985 года в Москве, а её предки родом из Оренбуржья. Выросла и училась на Таганке. С 6-7 лет начала заниматься бальными танцами. Рано потеряла отца, подростком ощущала себя бисексуалкой. В 17 лет получила звание кандидата в мастера спорта по бальным танцам.
По её собственному признанию, у неё педиофобия, но несмотря на это, в одной из ранних фотосессий группы Serebro держит оторванные головы кукол на пальцах руки. Является автолюбительницей, первым собственным автомобилем стал Volvo, в котором был снят клип на песню «Мама Люба».
С 2006 года начала писать песни для группы, ею был написан первоначальный вариант «Song #1», но в финальную версию сингла вошли слова Даниила Бабичева. Также Серябкиной были написаны «Love Song» (песня несколько раз была исполнена на концертах, но никогда не была выпущена официально) и один из куплетов «Sound Sleep». Её полноценный дебют состоялся в первом сингле со второго студийного альбома Mama Lover «Like Mary Warner», выпущенном в 2009 году.

### 2006—2019: Serebro
В 2006 стала участницей группы Serebro, куда её привела Елена Темникова. Коллектив дебютировал на конкурсе «Евровидение-2007», где занял третье место. Serebro выпустили синглы «Дыши», «Опиум», «Скажи, не молчи» и в 2009 году выпустили дебютный студийный альбом ОпиумRoz, куда также вошли сольные песни Темниковой и Серябкиной. Три сингла возглавили российский радиочарт, а композиция «Дыши» достигла своего пика на № 2.
В 2010 году Serebro выпустили первую русскоязычную песню «Не время», автором текста которой стала Серябкина. В том же году вышел сингл «Давай держаться за руки», а спустя год вышел лид-сингл «Mama Lover» с одноимённого второго студийного и первого англоязычного альбома группы. Релиз пластинки состоялся в 2012 году, за неделю до премьеры в поддержку диска вышел финальный сингл «Gun». Альбом добился успеха в Италии, Японии и других странах, а в своей рецензии КоммерсантЪ сравнил успех Serebro с достижениями t.A.T.u. десятилетней давности.
С 2013 года Serebro начали запись третьего студийного альбома, который вышел в 2016 году под названием Сила трёх. Альбом включил в себя все ранее вышедшие синглы, включая «Мало тебя», «Я тебя не отдам» и «Перепутала». С момента выхода альбома группа продолжала выпускать синглы, а в 2018 году представила заглавный трек «Chico Loco» с одноимённого мини-альбома, вышедшего в 2019 году.
В 2018 году Ольга заявила об уходе из группы, в которой она работала на протяжении 13 лет. С момента объявления коллектив выпустил синглы «На лицо» (совместно с группой «Хлеб») и «Пятница», а также записанный совместно с продюсером трио Максимом Фадеевым прощальный кавер на песню «Притяженья больше нет» группы «ВИА Гра» и Валерия Меладзе. Вместо очередной замены участницы Фадеев объявил о полной смене состава.

### 2014—2018: Сольный проектMolly
18 сентября 2014 года DJ M.E.G. выпустил свой новый сингл «Kill Me All Night Long», записанный в дуэте с Ольгой, взявшей псевдоним Holy Molly, также ею был написан текст песни. Ранее DJ уже работал с группой Serebro, записав сингл «Угар». Премьера клипа состоялась 16 октября 2014 года.
4 февраля 2015 года Серябкина под собственным именем исполнила гимн программы «Главная сцена» на телеканале «Россия-1».
В марте 2015 года Серябкина продолжила работать над сольным проектом в стиле поп-хип-хоп под псевдонимом Holy Molly, записав одноимённый сингл. В дальнейшем сменила псевдоним на Molly, под которым выступала до февраля 2020 года. Премьера клипа на «Holy Molly» состоялась 21 апреля 2015 года.
22 марта 2015 года на телеканале «Россия-1» вышел 7 выпуск 3 сезона шоу «Один в один!». Выпуск был посвящён солистам групп. Так как в предыдущем выпуске, нажав на кнопку, Светлане Светиковой досталась группа «Serebro», то в следующем она пародировала Ольгу Серябкину. В качестве номера Светикова выбрала песню «Я тебя не отдам». Серябкина спела дуэтом со Светиковой.
23 апреля 2015 года выпустила сингл «For Ma Ma», который впоследствии стал саундтреком к анимационному фильму Максима Фадеева «Савва. Сердце воина».
14 декабря 2015 года в эфире 38 выпуска 2 сезона шоу «Танцы» на телеканале «ТНТ» состоялась премьера сингла «Zoom», который вошёл в топ-5 песен в российском отделении iTunes.
25 декабря 2015 года в кинотеатрах вышел фильм «Самый лучший день», где Серябкина сыграла одну из главных ролей — поп-звезду Алину Шёпот. В фильме исполнила ряд песен.
В 2016 году снялась в откровенной фотосессии для майского номера журнала Maxim.
7 июня 2016 года вышел первый русскоязычный сингл Molly — «Я просто люблю тебя», исполненный в жанре поп. Премьера клипа состоялась 20 сентября.
9 ноября 2016 года вышел сингл «Style». Премьера клипа состоялась через неделю, 16 ноября. Режиссёром клипа стал Максим Фадеев.
10 февраля 2017 года на официальном канале Максима Фадеева на YouTube вышел анонс сборника стихов Серябкиной, получившего название «Тысяча „М“». В сборник вошли 54 стихотворения собственного сочинения, а также истории из жизни, рассказы о себе и близких людях и фотографии из личного архива. Выход сборника состоялся 3 апреля 2017 года.
3 марта 2017 года в эфире шоу «Вечерний Ургант» на Первом состоялась премьера нового сингла Егора Крида и Molly — «Если ты меня не любишь». Трек вошёл во второй студийный альбом артиста «Что они знают?». Авторами текста песни выступили Серябкина и Крид. 14 апреля на канале лейбла Malfa вышло Mood Video, режиссёром которого стали Глеб Клишевич и Ирма Польских.
16 июня 2017 года вышел новый сольный сингл Molly «Fire», песня исполнена в лирическом стиле на английском языке. В записи трека принимал участие Максим Фадеев. Премьера клипа состоялась в тот же день во «ВКонтакте».
28 августа 2017 года у группы «Ежемесячные» (в состав которой входит Гнойный) вышел новый сингл «Это не месячные» совместно с Олей Серябкиной.
31 августа 2017 года состоялась премьера клипа Big Russian Boss и Molly «Мне нравится» на YouTube.
29 сентября 2017 был открыт предзаказ, а 5 октября состоялась премьера сингла Molly «Пьяная». В качестве минуса[уточнить] была использована композиция «Isle of Sirens» группы Silence in Storms, который также был использован к анонсу сборников стихов Серябкиной. 6 октября состоялась премьера клипа, в съёмках которого приняли участие модель Анастасия Волконская-Решетова и участник шоу «Танцы» на ТНТ Митя Стаев.
5 декабря был представлен отрывок композиции «Under My Skin».
25 декабря прошла первая премия «VK Music Awards» на платформе социальной сети «ВКонтакте», где композиция «Если ты меня не любишь» вошла в число самых прослушиваемых треков года, расположившись на 30 месте. Molly и Егор Крид удостоились специальных табличек на своих личных страницах и в официальных сообществах, а также звания «артистов года».

### 2018—2019: Уход изSerebro,дебютный сольный альбом, уход из MALFA
9 октября 2018 года в Instagram Серябкина объявила о желании покинуть группу Serebro, в которой она состояла с 2006 года. Серябкина сообщила, что будет выступать в группе до 2019 года. 11 октября в интервью телеканалу RU.TV также рассказала, что кастинг в группу ещё не начался, и она хотела бы, чтобы он проходил в открытой форме.
4 апреля 2019 года состоялся релиз дебютного сольного альбома Molly «Косатка в небе». 23 августа певица выпустила сингл «Опалённые солнцем», а 1 октября представила клип на эту композицию. 17 октября вышло видео на песню «Полуголые». 30 октября Максим Фадеев расторг контракт со всеми своими артистами, включая Molly. 23 декабря на собственном Youtube-канале Ольги Серябкиной вышел клип на песню «Не бойся», являющийся последней работой певицы с продюсерским центром.

### 2020—2021: Отказ от псевдонима Molly, EP «Причины»
В феврале 2020 года певица заявила об отказе от сценического псевдонима Molly в пользу собственного имени. В том же месяце Серябкина представила песню «Что же ты наделал», а 3 апреля вышел одноимённый видеоклип. 10 апреля на стриминговых сервисах состоялась премьера сингла «Под водой», а 1 мая — релиз первого сольного мини-альбома «Причины», состоящего из четырёх треков. 2 октября Серябкина представила сингл «Flashback», а 18 декабря выпустила композицию «Zodiac».
1 апреля 2021 года состоялась премьера песни «Pleasure», записанной совместно с бывшим вокалистом группы Azari & III Седриком Гасаидой. 17 июня Серябкина представила сингл «Это Love». 23 сентября состоялся релиз песни «Преступление», которая была записана в дуэте с рэпером Sимптомом — экс-участником группы «Грибы». В этот же день было представлено mood video, снятое Игорем Рудником. 25 ноября Ольга Серябкина выпустила композицию «Holodno».

### С 2022: «Синий цвет твоей любви» и «Зимний»
28 января 2022 года Серябкина представила песню «Синий цвет твоей любви», которая позже вошла в одноимённый альбом.
11 февраля выпустила сингл «Бывшие», который за несколько дней занял лидерские позиции во многих чартах России, Украины и Белоруссии. Количество просмотров на лирик-видео в YouTube к маю 2022 достигло отметки в 12 миллионов.
22 апреля состоялся релиз альбома «Синий цвет твоей любви», в который вошли десять композиций. Альбом стал первой самостоятельной работой певицы в лейбле «Ольга Серябкина».
18 ноября Ольга выпустила композицию «Эта зима». В тот же день состоялась премьера клипа, снятого Никитой Черниковым. 1 декабря вышел мини-альбом «Зимний», в который вошли четыре трека, и в частности, песня «Эта Зима». На композиции «Время любовь дарить» и «Я хочу на Новый год» были сняты клипы, режиссёром которых выступил Никита Черников. «Зимний» получил положительные отзывы критиков. Алексей Мажаев из агентства InterMedia поставил пластинке семь баллов из десяти возможных. Рецензент отметил, что на фоне всех новогодних релизов мини-альбом Ольги Серябкиной смотрится «вполне симпатично». Мажаев также подчеркнул, что песни, объединённые зимней и новогодней тематикой, «звучат довольно разнообразно, а местами — неожиданно». «Ольга решила не пользоваться лекалами рождественских песенных стандартов, а попробовать ввести собственные» — пишет журналист.
31 декабря на телеканале ТНТ состоялась премьера новогоднего шоу «СамоИрония судьбы!» с участием Серябкиной.
3 марта 2023 года Серябкина выпустила сингл «Одиночка».

## Личная жизнь
В 2019 году Серябкина заявила, что в течение четырёх лет у неё были любовные отношения с другой участницей группы «Serebro» Еленой Темниковой, во время гастролей они всегда жили в одном номере, но это были последние отношения такого рода в её жизни.
30 октября 2020 года стало известно, что Ольга Серябкина вышла замуж за Георгия Начкебию. 13 сентября 2021 года Серябкина объявила о беременности. 20 ноября 2021 года родился сын Лука.

## Дискография

### Студийные альбомы
| Название               | Информация                                                                      |
| ---------------------- | ------------------------------------------------------------------------------- |
| Косатка в небе         | - Релиз: 4 апреля 2019 - Лейбл: MALFA - Формат: цифровая дистрибуция            |
| Синий цвет твоей любви | - Релиз: 22 апреля 2022 - Лейбл: Ольга Серябкина - Формат: цифровая дистрибуция |

### Мини-альбомы
| №                   | Название            | Длительность |
| ------------------- | ------------------- | ------------ |
| 1.                  | «Делай громче»      | 2:48         |
| 2.                  | «Спутники»          | 3:09         |
| 3.                  | «Он не придёт»      | 2:48         |
| 4.                  | «Тет-а-тет»         | 2:37         |
| Общая длительность: | Общая длительность: | 11:22        |

| №                   | Название                | Длительность |
| ------------------- | ----------------------- | ------------ |
| 1.                  | «Пусть будет лучше год» | 4:45         |
| 2.                  | «Я хочу на Новый год»   | 3:41         |
| 3.                  | «Эта зима»              | 3:09         |
| 4.                  | «Время любовь дарить»   | 4:19         |
| Общая длительность: | Общая длительность:     | 15:54        |

| №                   | Название                           | Длительность |
| ------------------- | ---------------------------------- | ------------ |
| 1.                  | «Весна»                            | 2:47         |
| 2.                  | «Если бы (совместно с Callmearco)» | 2:58         |
| 3.                  | «Медляк с Олей»                    | 3:09         |
| 4.                  | «На лето»                          | 3:07         |
| Общая длительность: | Общая длительность:                | 12:01        |

### Синглы
| Год  | Название                                              | Наивысшая позиция в чарте | Наивысшая позиция в чарте | Наивысшая позиция в чарте | Наивысшая позиция в чарте | Наивысшая позиция в чарте | Наивысшая позиция в чарте | Альбом                          |
| Год  | Название                                              | General                   | Audience                  | RUS                       | МСК                       | UKR                       | Kiev                      | Альбом                          |
| ---- | ----------------------------------------------------- | ------------------------- | ------------------------- | ------------------------- | ------------------------- | ------------------------- | ------------------------- | ------------------------------- |
| 2014 | «Kill Me All Night Long» (DJ M.E.G при участии Molly) |                           |                           |                           |                           |                           |                           | без альбома                     |
| 2015 | «Holy Molly»                                          | 254                       | 1530                      | —                         | 689                       | 86                        | 141                       | без альбома                     |
| 2015 | «Мы мечтали о сцене»                                  |                           |                           |                           |                           |                           |                           | без альбома                     |
| 2015 | «For Ma Ma»                                           |                           |                           |                           |                           |                           |                           | без альбома                     |
| 2015 | «Zoom»                                                |                           |                           |                           |                           |                           |                           | без альбома                     |
| 2016 | «Я просто люблю тебя»                                 | 226                       | 971                       | —                         | —                         | 1171                      | 137                       | Косатка в небе                  |
| 2016 | «Style»                                               |                           |                           |                           |                           |                           |                           | без альбома                     |
| 2017 | «Я просто люблю тебя» (Dance Version)                 |                           |                           |                           |                           |                           |                           | без альбома                     |
| 2017 | «Если ты меня не любишь» (совместно с Егором Кридом)  | 19                        | 20                        | 29                        | 52                        | 62                        | 15                        | Что они знают? / Косатка в небе |
| 2017 | «Fire»                                                |                           |                           |                           |                           |                           |                           | без альбома                     |
| 2017 | «Это не месячные» (Ежемесячные при участии Molly)     |                           |                           |                           |                           |                           |                           | без альбома                     |
| 2017 | «Мне нравится» (совместно с Big Russian Boss)         |                           |                           |                           |                           |                           |                           | без альбома                     |
| 2017 | «Пьяная»                                              |                           |                           |                           |                           |                           |                           | Косатка в небе                  |
| 2018 | «Backfire» (feat. Максим Свобода)                     |                           |                           |                           |                           |                           |                           | без альбома                     |
| 2018 | «Under My Skin»                                       |                           |                           |                           |                           |                           |                           | без альбома                     |
| 2018 | «Рассыпая серебро» (совместно с Максимом Фадеевым)    |                           |                           |                           |                           |                           |                           | Косатка в небе                  |
| 2018 | «Потому что любовь»                                   |                           |                           |                           |                           |                           |                           | Косатка в небе                  |
| 2019 | «Не плачу»                                            |                           |                           |                           |                           |                           |                           | Косатка в небе                  |
| 2019 | «Красивый мальчик»                                    |                           |                           |                           |                           |                           |                           | Косатка в небе                  |
| 2019 | «Опалённые солнцем»                                   |                           |                           |                           |                           |                           |                           | без альбома                     |
| 2019 | «Полуголые»                                           |                           |                           |                           |                           |                           |                           | без альбома                     |
| 2019 | «Не бойся»                                            |                           |                           |                           |                           |                           |                           | Косатка в небе                  |
| 2020 | «Что же ты наделал?»                                  |                           |                           |                           |                           |                           |                           | без альбома                     |
| 2020 | «Под водой»                                           |                           |                           |                           |                           |                           |                           | без альбома                     |
| 2020 | «Делай громче»                                        |                           |                           |                           |                           |                           |                           | Причины — EP                    |
| 2020 | «Спутники»                                            |                           |                           |                           |                           |                           |                           | Причины — EP                    |
| 2020 | «Он не придёт»                                        |                           |                           |                           |                           |                           |                           | Причины — EP                    |
| 2020 | «Тет-а-тет»                                           |                           |                           |                           |                           |                           |                           | Причины — EP                    |
| 2020 | «Не стыдно»                                           |                           |                           |                           |                           |                           |                           | без альбома                     |
| 2020 | «Flashback»                                           |                           |                           |                           |                           |                           |                           | без альбома                     |
| 2020 | «Zodiac»                                              |                           |                           |                           |                           |                           |                           | без альбома                     |
| 2021 | «Pleasure» (совместно с Седриком Гасаидой)            |                           |                           |                           |                           |                           |                           | без альбома                     |
| 2021 | «Это LOVE»                                            |                           |                           |                           |                           |                           |                           | Синий цвет твоей любви          |
| 2021 | «Преступление» (feat. с Sимптом)                      |                           |                           |                           |                           |                           |                           | Синий цвет твоей любви          |
| 2021 | «HOLODNO»                                             |                           |                           |                           |                           |                           |                           | Синий цвет твоей любви          |
| 2022 | «Синий цвет твоей любви»                              |                           |                           |                           |                           |                           |                           | Синий цвет твоей любви          |
| 2022 | «Бывшие»                                              |                           |                           |                           |                           |                           |                           | Синий цвет твоей любви          |
| 2022 | «Дядя Гена»                                           |                           |                           |                           |                           |                           |                           | без альбома                     |
| 2022 | «Эта зима»                                            |                           |                           |                           |                           |                           |                           | Зимний — EP                     |
| 2023 | «Одиночка»                                            |                           |                           |                           |                           |                           |                           | без альбома                     |
| 2023 | «Не забыла»                                           |                           |                           |                           |                           |                           |                           | без альбома                     |
| 2023 | «Свит дримс»                                          |                           |                           |                           |                           |                           |                           | без альбома                     |
| 2023 | «Начнём всё сначала»                                  |                           |                           |                           |                           |                           |                           | без альбома                     |
| 2024 | «Это по любви»                                        |                           |                           |                           |                           |                           |                           | без альбома                     |
| 2024 | «Старший лейтенант»                                   |                           |                           |                           |                           |                           |                           | без альбома                     |
| 2024 | «СУПЕРГЕРОЙ» (совместно с DJ SMASH)                   |                           |                           |                           |                           |                           |                           | без альбома                     |
| 2024 | «По улицам» (совместно с Коста Лакоста)               |                           |                           |                           |                           |                           |                           | без альбома                     |
| 2024 | «Бывало и лучше»                                      |                           |                           |                           |                           |                           |                           | без альбома                     |
| 2024 | «Говорила я тебе»                                     |                           |                           |                           |                           |                           |                           | без альбома                     |
| 2025 | «Ветер дорог» (совместно с Бастой)                    |                           |                           |                           |                           |                           |                           | без альбома                     |
| 2025 | «Медляк с Олей»                                       |                           |                           |                           |                           |                           |                           | Весна — EP                      |
| 2025 | «Весна»                                               |                           |                           |                           |                           |                           |                           | Весна — EP                      |
| 2025 | «2 процента»                                          |                           |                           |                           |                           |                           |                           | без альбома                     |
| 2025 | «Душный»                                              |                           |                           |                           |                           |                           |                           | без альбома                     |

### В составе группыSerebro

#### Студийные альбомы
- ОпиумRoz (2009)
- Mama Lover (2012)
- Сила трёх (2016)

#### EP-альбомы
- Избранное (2010)
- Chico Loco (2019)

## Видеография

### Сольно
| Год                           | Клип                                                 | Режиссёр                                |
| ----------------------------- | ---------------------------------------------------- | --------------------------------------- |
| 2014                          | «Kill Me All Night Long» (совместно с DJ M.E.G)      | Максим Фадеев                           |
| 2015                          | «Holy Molly»                                         | Максим Фадеев                           |
| 2016                          | «Я просто люблю тебя»                                | Максим Фадеев                           |
| 2016                          | «Style»                                              | Максим Фадеев                           |
| 2017                          | «Я просто люблю тебя» (Dance Version)                | Данила Волков                           |
| 2017                          | «Если ты меня не любишь» (совместно с Егором Кридом) | Заур Засеев                             |
| 2017                          | «Fire»                                               | Malfa                                   |
| 2017                          | «Мне нравится» (совместно c Big Russian Boss)        | КЛИККЛАК                                |
| 2017                          | «Пьяная»                                             | Егор Павленко и Ирма Польских           |
| 2018                          | «Under my skin»                                      | Kate Yak                                |
| 2019                          | «Потому что любовь»                                  | ILUXA100                                |
| 2019                          | «Не плачу»                                           | Ирма Польских                           |
| 2019                          | «Красивый мальчик»                                   | Максим Фадеев                           |
| 2019                          | «Опалённые солнцем»                                  | Максим Петров                           |
| 2019                          | «Полуголые»                                          | Евгений Курицын                         |
| 2019                          | «Не бойся»                                           | Евгений Курицын                         |
| 2020                          | «Что же ты наделал»                                  | Катя Черникова                          |
| 2022                          | «Дядя Гена»                                          | Никита Черников                         |
| 2022                          | «Я хочу на Новый год»                                | Никита Черников                         |
| 2023                          | «Одиночка»                                           | Никита Черников                         |
| 2023                          | «Не забыла»                                          | Никита Черников                         |
| 2023                          | «Начнём всё сначала»                                 | Мария Полякова                          |
| 2024                          | «Старший лейтенант»                                  | Мария Полякова                          |
| 2024                          | «СУПЕРГЕРОЙ» (совместно c DJ SMASH)                  | Никита Вильчинский и Михаил Пашкульский |
| 2024                          | «По улицам» (совместно c Коста Лакоста)              | Мария Полякова                          |
| 2024                          | «Бывало и лучше»                                     | Екатерина Шерко                         |
| 2024                          | «Говорила я тебе»                                    | Екатерина Шерко                         |
| 2025                          | «Ветер дорог» (совместно c Бастой)                   | Екатерина Шерко                         |
| 2025                          | «2 процента»                                         | Аля Битцун                              |
| Участие у других исполнителей |                                                      |                                         |
| 2004                          | «Мулатка» (клип Димы Билана)                         | Георгий Тоидзе                          |

## Фильмография
| Год  | Название          | Режиссёр                   | Роль        |
| ---- | ----------------- | -------------------------- | ----------- |
| 2015 | Самый лучший день | Жора Крыжовников           | Алина Шёпот |
| 2022 | СамоИрония судьбы | Роман Ким и Михаил Семичев | Русалка     |

## Телевидение
- 21 марта 2022 года провела выпуск «МузРаскрутки» на Муз-ТВ.
- 24 марта 2022 года провела выпуск «DFM — Dance Chart» на Муз-ТВ.
- В 2022 году провела несколько выпусков «Яндекс. Музыка чарт» на Муз-ТВ.
- В 2023 году приняла участие в реалити-шоу «Выжить в Дубае» на телеканале ТНТ, в составе звёздной команды[69].
- 30 июля 2023 года на телеканале ТНТ вышел 16 выпуск программы «Шоу Воли» с участием Ольги[70].
- В конце 2023 года Ольга стала ведущей нового караоке-шоу «Вы поёте великолепно» на телеканале ТВ-3 с Тимуром Батрутдиновым[71].
- В конце июня 2024 года стала ведущей утреннего шоу «Утро. ТНТ» на телеканале ТНТ[72].
- 9 ноября вышел 6 выпуск 3 сезона шоу «Битва поколений» на телеканале Муз-ТВ, в котором Ольга сразилась в музыкальном поединке с Сосо Павлиашвили[73].
- В конце 2024 года приняла участие и стала суперфиналисткой первого сезона шоу «Звёздные танцы» на телеканале ТНТ[74].
- 16 марта 2025 года на телеканале НТВ вышел шестой выпуск шестого сезона музыкального шоу «Маска», где Ольга Серябкина в костюме Богомола была единогласно разгадана членами жюри[75].

## Награды и номинации

### Автор песен
| Год  | Награда                       | Номинация                           | Номинированная работа    | Результат |
| ---- | ----------------------------- | ----------------------------------- | ------------------------ | --------- |
| 2010 | «Песня года»                  | Лауреат фестиваля (Юлия Савичева)   | «Москва-Владивосток»     | Победа    |
| 2010 | «Золотой граммофон»           | Статуэтка «Золотого граммофона»     | «Москва-Владивосток»     | Номинация |
| 2010 | «Радио Поток»                 | «Лучшие песни 2010 года»            | «Москва-Владивосток»     | Победа    |
| 2011 | «Золотой граммофон» (Украина) | Статуэтка «Золотого граммофона»     | «Москва-Владивосток»     | Победа    |
| 2011 | «Песня года»                  | Лауреат фестиваля (Serebro)         | «Мама Люба»              | Победа    |
| 2011 | «Радио Поток»                 | «Лучшие песни 2011 года»            | «Мама Люба»              | Победа    |
| 2012 | «Премия Муз-ТВ»               | «Песня года»                        | «Мама Люба»              | Номинация |
| 2012 | «Премия RU.TV»                | «Лучший танцевальный трек»          | «Мама Люба»              | Победа    |
| 2012 | «Премия RU.TV»                | «Лучший рингтон»                    | «Мама Люба»              | Номинация |
| 2013 | «Реальная премия MusicBox»    | «Лучшая песня»                      | «Мало тебя»              | Победа    |
| 2013 | «Песня года»                  | Лауреат фестиваля (Serebro)         | «Мало тебя»              | Победа    |
| 2013 | «Радио Поток»                 | «Лучшие песни 2013 года»            | «Мало тебя»              | Победа    |
| 2014 | «Премия Муз-ТВ»               | «Лучшая песня»                      | «Мало тебя»              | Победа    |
| 2014 | «Радио Поток»                 | «Лучшие песни 2014 года»            | «Я тебя не отдам»        | Победа    |
| 2014 | «Радио Поток»                 | «Лучшие песни 2014 года»            | «Невеста»                | Победа    |
| 2014 | «Песня года»                  | Лауреат фестиваля (Юлия Савичева)   | «Невеста»                | Победа    |
| 2014 | «Песня года»                  | Лауреат фестиваля (Serebro)         | «Я тебя не отдам»        | Победа    |
| 2014 | «Реальная премия MusicBox»    | «Лучшая песня»                      | «Я тебя не отдам»        | Победа    |
| 2015 | «Премия Муз-ТВ»               | «Лучшая песня»                      | «Я тебя не отдам»        | Номинация |
| 2015 | «Песня года»                  | Лауреат фестиваля (Serebro)         | «Перепутала»             | Победа    |
| 2016 | «Премия Муз-ТВ»               | «Лучшая песня на иностранном языке» | «Kiss»                   | Номинация |
| 2016 | «Радио Поток»                 | «Лучшие песни 2016 года»            | «Отпусти меня»           | Победа    |
| 2016 | «Золотой граммофон»           | Статуэтка «Золотого граммофона»     | «Сломана»                | Номинация |
| 2017 | «Премия Муз-ТВ»               | «Лучшая песня на иностранном языке» | «Chocolate»              | Победа    |
| 2017 | «Премия Муз-ТВ»               | «Лучшая песня на иностранном языке» | «Style»                  | Номинация |
| 2017 | «Премия Муз-ТВ»               | «Лучший дуэт» (Emin & Ани Лорак)    | «Я не могу сказать»      | Номинация |
| 2017 | «Радио Поток»                 | «Лучшие песни 2017 года»            | «Если ты меня не любишь» | Победа    |
| 2017 | «Реальная премия MusicBox»    | «Дуэт года» (Molly & Егор Крид)     | «Если ты меня не любишь» | Номинация |
| 2017 | «Новое Радио»                 | «Лучшая песня»                      | «Если ты меня не любишь» | Победа    |
| 2017 | «VK Music Awards»             | «Артист года» (Molly & Егор Крид)   | «Если ты меня не любишь» | Победа    |

### Сольный проект SERYABKINA (MOLLY)
| Год  | Награда                    | Номинация                                  | Номинированная работа    | Результат |
| ---- | -------------------------- | ------------------------------------------ | ------------------------ | --------- |
| 2017 | «Премия Муз-ТВ»            | «Лучшая песня на иностранном языке»        | «Style»                  | Номинация |
| 2017 | «Радио Поток»              | «Лучшие песни 2017 года» (feat. Егор Крид) | «Если ты меня не любишь» | Победа    |
| 2017 | «Реальная премия MusicBox» | «Дуэт года» (Molly & Егор Крид)            | «Если ты меня не любишь» | Номинация |
| 2017 | «Новое Радио»              | «Лучшая песня»                             | «Если ты меня не любишь» | Победа    |
| 2017 | «VK Music Awards»          | «Артист года»                              | «Если ты меня не любишь» | Победа    |
| 2023 | «Жара Music Awards»        | «Интернет-хит»                             | «Бывшие»                 | Номинация |
| 2023 | «Новая песня года»         | «Лауреат»                                  | «Одиночка»               | Победа    |